# Creta (stato)
Lo Stato cretese (in greco Κρητική Πολιτεία?, in turco ottomano: كريد دولتى) fu istituito nel 1898, a seguito dell'intervento da parte delle grandi potenze sull'isola di Creta. Nel 1897 un'insurrezione aveva indotto l'Impero ottomano a dichiarare la guerra al Regno di Grecia, spingendo il Regno Unito, la Francia, l'Italia e la Russia ad intervenire sulla base del fatto che l'Impero ottomano non poteva più mantenere il controllo.

## Storia

### Istituzione dello Stato cretese
Entro marzo 1897, le grandi potenze avevano deciso di ripristinare l'ordine nell'isola che fu sottoposta ad un comitato di quattro ammiragli. Il comitato rimase in carica fino all'arrivo del principe Giorgio, figlio del re di Grecia Giorgio I, come primo alto commissario (in greco: Αρμοστής) di una sorta di governatorato di Creta, il 9 dicembre 1898. Le forze turche erano state espulse nel corso del 1898 e fu istituito uno Stato autonomo di Creta, rimasto tuttavia formalmente sotto la sovranità ottomana. L'ordine era garantito da una forza militare internazionale.

### Rivolta Therisos
Il 13 dicembre 1898, il principe Giorgio di Grecia era arrivato nell'isola con un incarico di tre anni come alto commissario. Il 27 aprile 1899 venne creato un "comitato esecutivo", di cui fece parte un giovane cretese, Eleutherios Venizelos, come ministro della Giustizia. Tra il 1900, Venizelos e il principe entrarono in contrasto su numerose questioni di politica interna e sulla questione dell'Enosis, l'unione con la Grecia.
Venizelos si dimise nei primi mesi del 1901, e per i successivi tre anni, lui e i suoi sostenitori condussero un'aspra lotta politica contro il governo dell'alto commissario, portando ad una situazione di stallo politica e amministrativa. Nel marzo del 1905, Venizelos e suoi sostenitori, riuniti nel villaggio di Theriso, sulle colline presso Candia, costituirono un'"Assemblea rivoluzionaria", che chiese riforme politiche e si pronunciò a favore dell'unione di Creta con la Grecia come un unico libero Stato costituzionale in un manifesto. La gendarmeria cretese rimase fedele al principe, ma numerosi deputati aderirono alla rivolta, e nonostante la promulgazione di una legge straordinaria il 18 luglio le forze militari non intervennero contro i ribelli.
Il 15 agosto, l'Assemblea cretese votò a favore delle proposte di Venizelos, e le grandi potenze negoziarono un accordo, in base al quale il principe Giorgio si sarebbe dovuto dimettere e sarebbe dovuta essere promulgata una nuova costituzione. Nel 1906 alle elezioni il principe Giorgio ottenne la maggioranza, con 38.127 voti, contro i 33.279 di Venizelos, ma nel settembre del 1906 venne sostituito dall'ex primo ministro greco Alexandros Zaimīs e lasciò l'isola. Funzionari greci sostituirono gli italiani nella organizzazione della gendarmeria, e fu iniziato il ritiro delle truppe straniere dall'isola, lasciando Creta de facto sotto il controllo greco.

### Unione con la Grecia
Il 24 settembre 1908, approfittando delle agitazioni interne in Turchia, e di una vacanza di Zaimīs lontano dall'isola, i deputati cretesi dichiararono l'unione con la Grecia. L'atto non venne tuttavia riconosciuto internazionalmente fino al 1913, dopo le guerre balcaniche.
Con il trattato di Londra il sultano Mehmet V rinunciò formalmente ai suoi diritti sull'isola. In dicembre, la bandiera greca fu innalzata sulla fortezza Firkas di Candia, alla presenza di Eleutherios Venizelos e del re di Grecia re Costantino I.
La minoranza islamica, inizialmente rimasta sull'isola, fu successivamente trasferita in Turchia nel quadro di uno scambio generale di popolazione concordato nel trattato di Losanna del 1923 tra la Turchia e la Grecia.